# Crimen de guerra

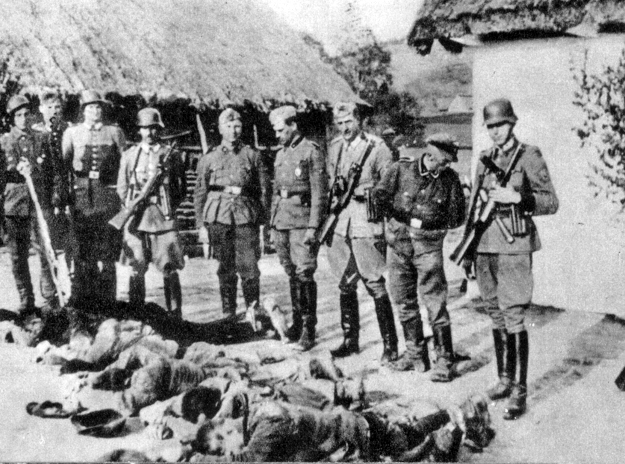
Campesinos polacos asesinados por las fuerzas alemanas, 1943.

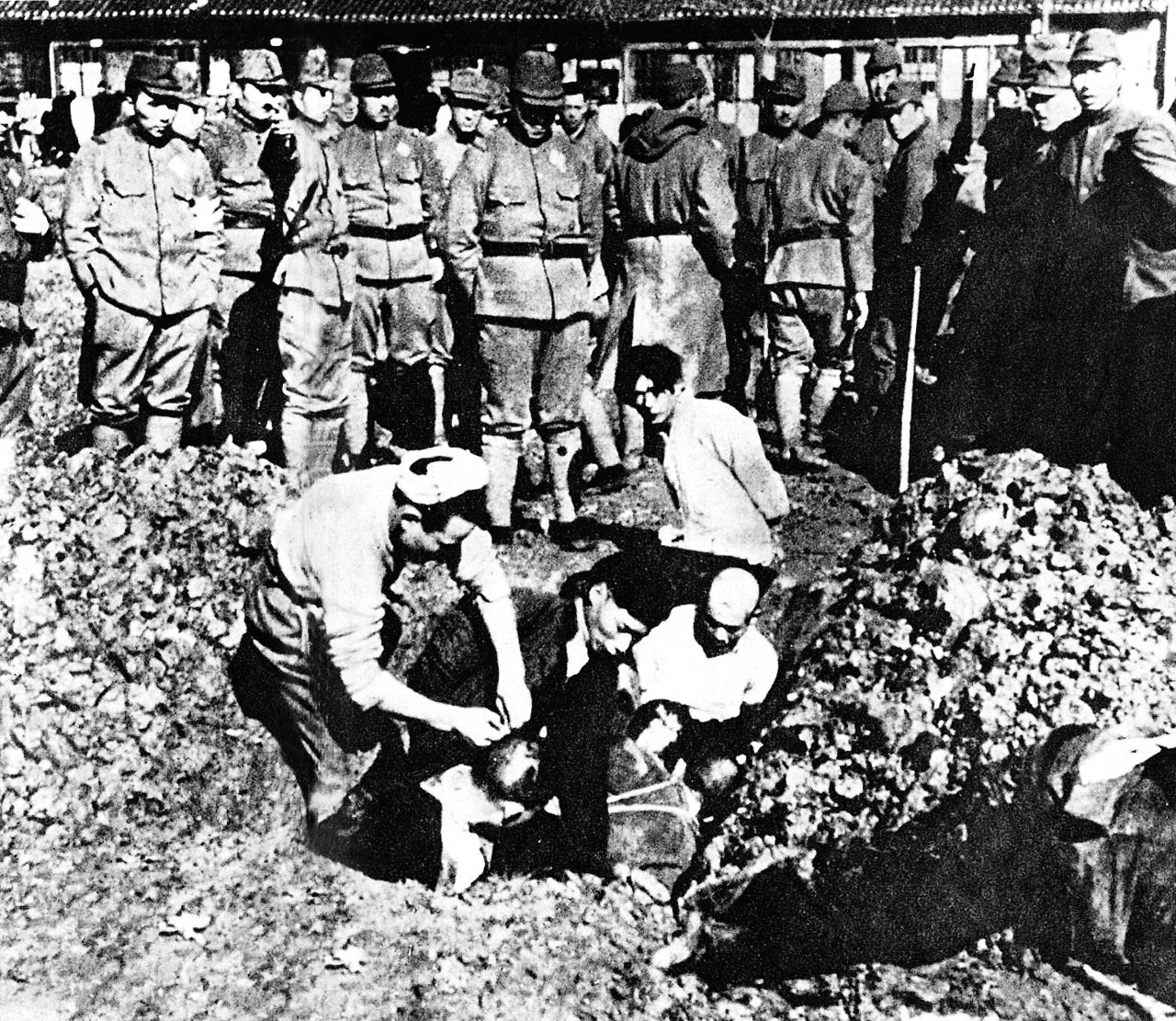
Civiles chinos enterrados vivos por tropas japonesas.

Un crimen de guerra es una violación de las protecciones establecidas por las leyes y las costumbres de la guerra, integradas por las infracciones graves del Derecho Internacional Humanitario cometidas en un conflicto armado y por las violaciones del Derecho Internacional. El término se define en gran medida en el Derecho internacional, incluyendo la convención de Ginebra. Los malos tratos a prisioneros de guerra, civiles y los genocidios son considerados crímenes de guerra.
El 10 de septiembre de 2019, empezó a funcionar la Corte Penal Internacional en La Haya, con el término de perseguir los crímenes de guerra cometidos después de dicha fecha. Este tribunal, establecido por el Estatuto de Roma, contempla dentro de los crímenes a perseguir en su artículo 5 a los crímenes de guerra. Dentro de la definición que el mismo Estatuto contempla, en su artículo 8, se señalan entre ellos:
- Violación de los Convenios de Ginebra de 12 de agosto de 1949;
- Violación de las leyes de guerra vigentes, tanto nacionales como internacionales; y
- Violación de las costumbres de la guerra aplicables.

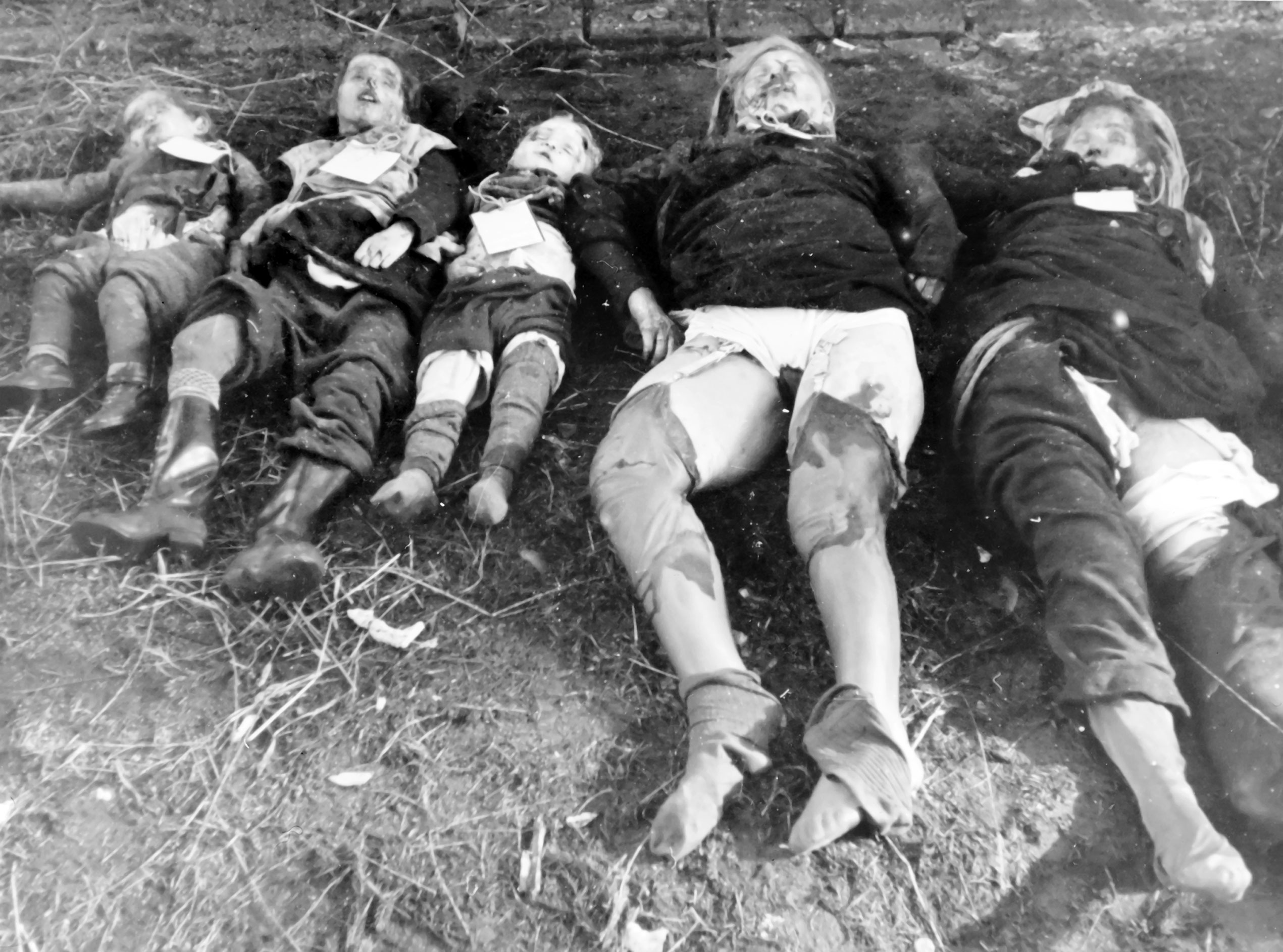
Civiles alemanes mutilados por las fuerzas soviéticas durante la Masacre de Metgethen (Biblioteca del Congreso de Estados Unidos).

Más detalladamente son los siguientes:
- El asesinato, los malos tratos o la deportación para obligar a realizar trabajos forzados a la población civil de los territorios ocupados
- El asesinato o los maltratos de los prisioneros de guerra o de náufragos
- La toma y ejecución de rehenes
- El pillaje de bienes públicos o privados
- La destrucción sin motivo de ciudades y pueblos
- La devastación que no se justifique por la necesidad militar

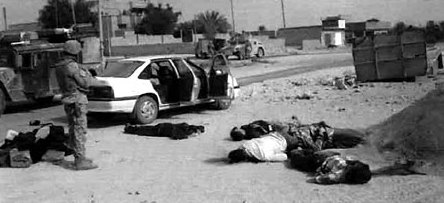
Civiles asesinados por marines estadounidenses en la Guerra de Irak en 2005.

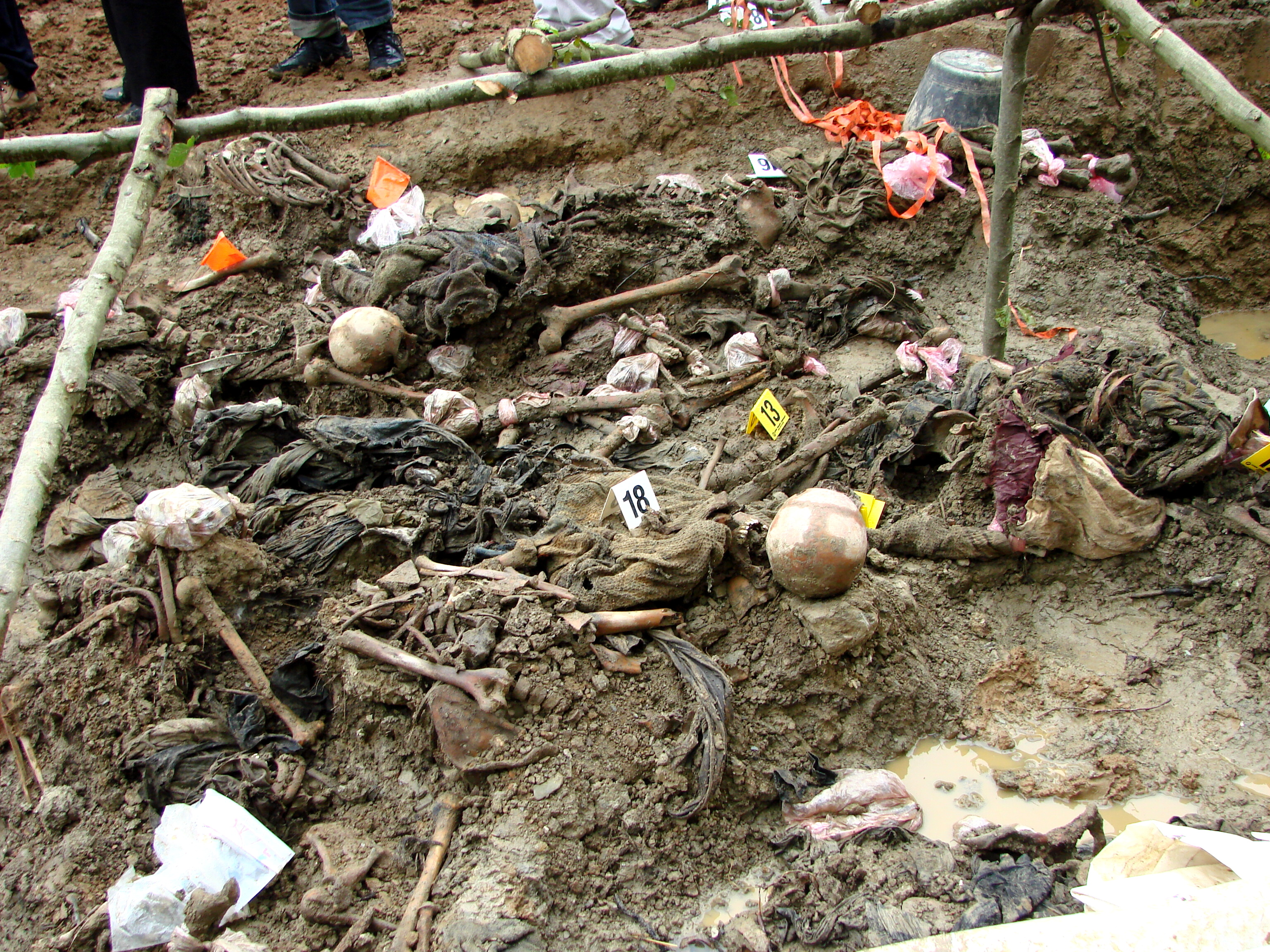
Exhumación de una fosa común de víctimas de la masacre de Srebrenica (Bosnia), 2007.

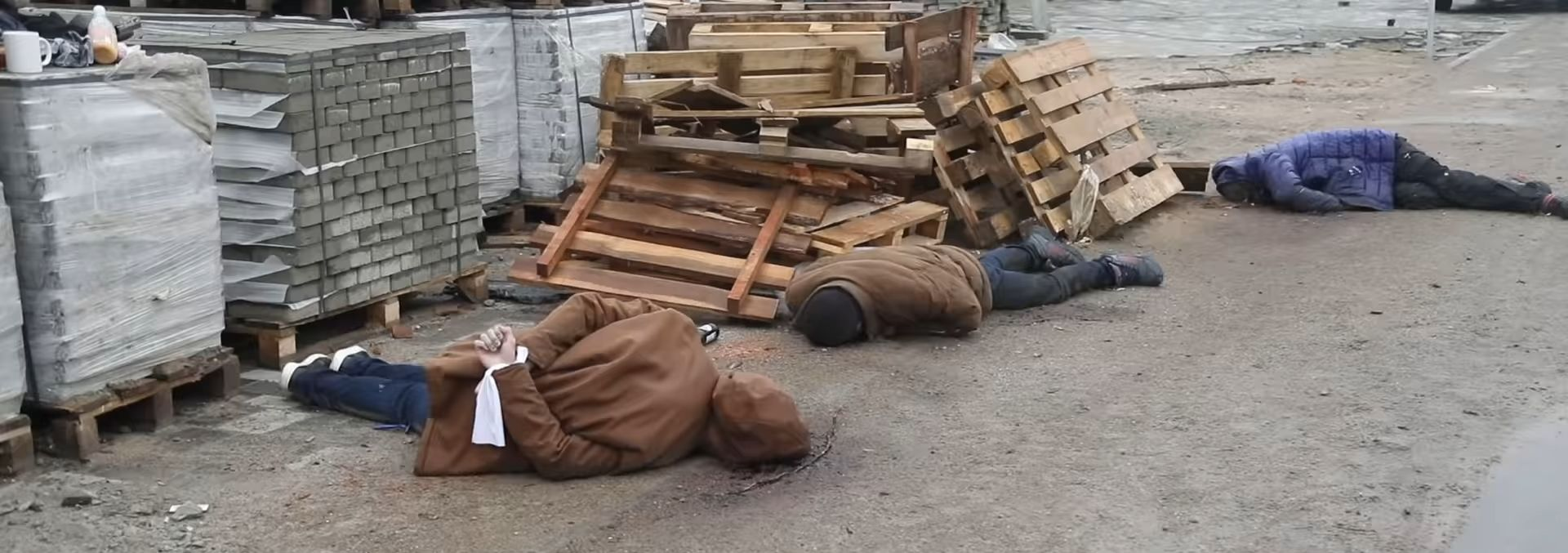
Civiles ucranianos asesinados por tropas rusas durante la masacre de Bucha (Kiev, Ucrania, abril de 2022).

Los primeros jefes de Estado o gobierno acusados de crímenes de guerra fueron el ex primer ministro japonés Hideki Tōjō (en 1946, dentro de los Juicios de Tokio) y el expresidente yugoslavo Slobodan Milošević (en 2002 por orden del Tribunal Penal Internacional para la ex Yugoslavia).

## Historia

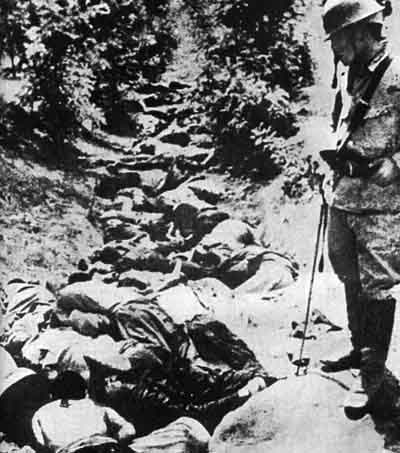
Zanja llena de cuerpos de civiles chinos asesinados por soldados japoneses en Suzhou, China, 1938.

### Ejemplos tempranos
En 1474, el primer juicio por un crimen de guerra fue el de Peter von Hagenbach, realizado por un tribunal ad hoc del Sacro Imperio Romano Germánico, por su responsabilidad de mando por las acciones de sus soldados, ya que «se consideraba que él, como caballero, tenía el deber de impedir» el comportamiento criminal de una fuerza militar. A pesar de haber argumentado que había obedecido órdenes superiores, Von Hagenbach fue condenado a muerte, y decapitado.

### Convenciones de La Haya
Las Convenciones de La Haya fueron tratados internacionales negociados en la primera y segunda Conferencias de Paz en La Haya, Países Bajos, en 1899 y en 1907, respectivamente, y fueron, junto con las Convenciones de Ginebra, de las primeras declaraciones formales de las leyes de la guerra y de los crímenes de guerra en el naciente cuerpo de derecho internacional secular.

### Convenciones de Ginebra
Las Convenciones de Ginebra son cuatro tratados relacionados entre sí, adoptados y ampliados continuamente desde 1864 hasta 1949, que representan una base jurídica y un marco para la conducción de la guerra según el derecho internacional. En la actualidad, todos los Estados miembros de las Naciones Unidas han ratificado las Convenciones, que son universalmente aceptadas como derecho internacional consuetudinario, aplicable a todas las situaciones de conflicto armado en el mundo. Sin embargo, los protocolos adicionales a las Convenciones de Ginebra, adoptados en 1977, que contienen las protecciones más pertinentes, detalladas y completas del derecho internacional humanitario para las personas y los objetos en las guerras modernas, aún no han sido ratificados por varios Estados que participan continuamente en conflictos armados, a saber: Estados Unidos, Israel, India, Pakistán, Irak e Irán, entre otros. En consecuencia, los Estados conservan diferentes códigos y valores sobre la conducta en tiempos de guerra. Algunos signatarios han violado sistemáticamente los Convenciones de Ginebra de una manera que utiliza las ambigüedades de la ley o las maniobras políticas para eludir las formalidades y los principios de las leyes.
Las tres primeras Convenciones han sido revisadas y ampliadas, y la cuarta se añadió en 1949:
- La Primera Convención de Ginebra para aliviar la suerte que corren los heridos y los enfermos de las fuerzas armadas en campaña se adoptó en 1864 y luego se revisó significativamente y se sustituyó por la versión de 1906,[6] la versión de 1929, y posteriormente la Primera Convención de Ginebra de 1949.[7]
- La Segunda Convención de Ginebra para aliviar la suerte de los heridos, los enfermos y los náufragos de las fuerzas armadas en el mar fue adoptada en 1906[8] y luego se revisó significativamente y se sustituyó por la Segunda Convención de Ginebra de 1949.
- La Tercera Convención de Ginebra relativa al trato debido a los prisioneros de guerra fue adoptada en 1929 y luego significativamente revisada y reemplazada por la Tercera Convención de Ginebra de 1949.
- La Cuarta Convención de Ginebra relativa a la protección debida a las personas civiles en tiempo de guerra fue adoptada por primera vez en 1949, basándose en partes de la Convención de La Haya de 1907.

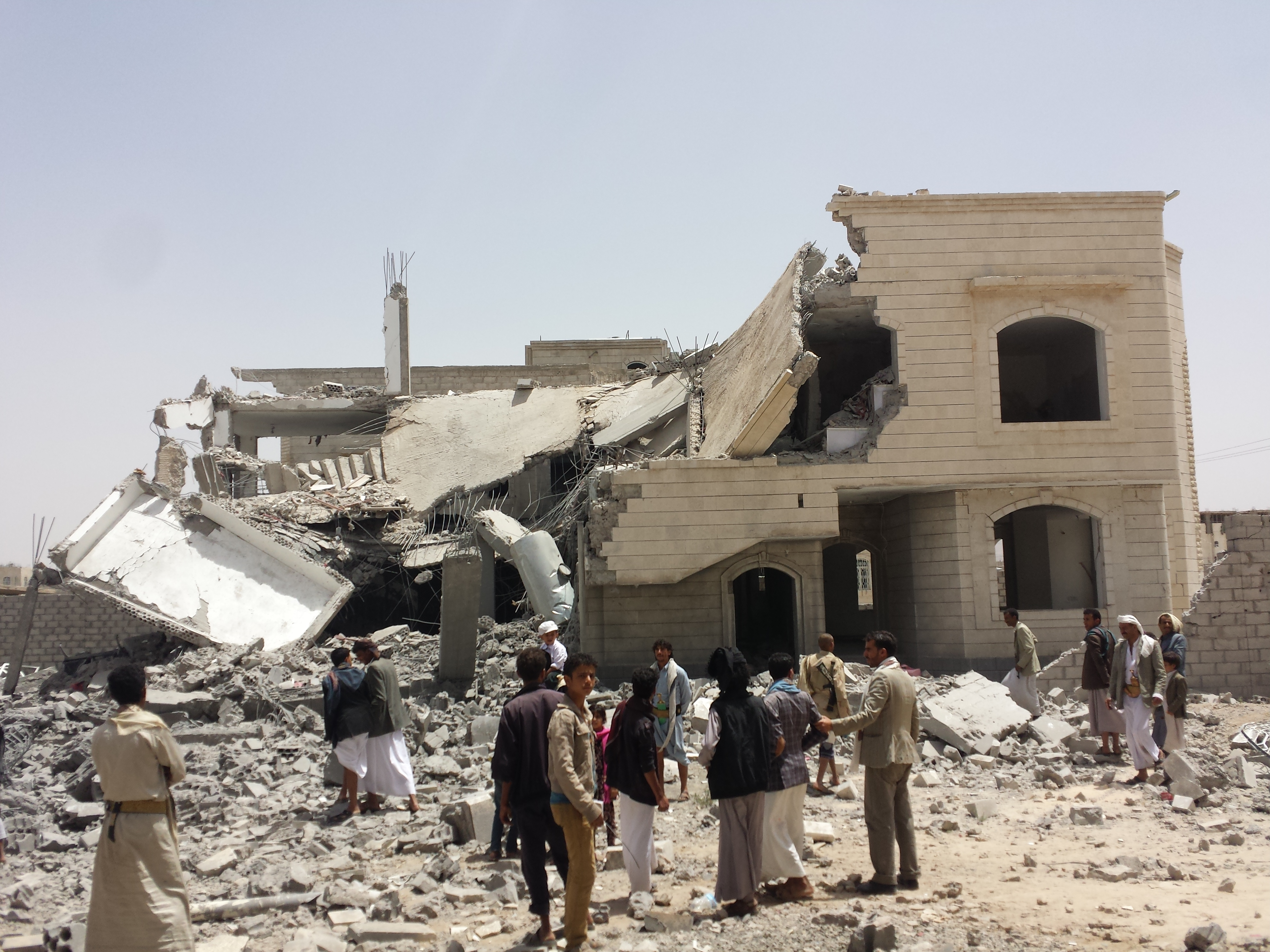
HRW denunció que la intervención militar liderada por Arabia Saudí en Yemen que comenzó el 26 de marzo de 2015, incluyó ataques aéreos en aparente violación de las leyes de la guerra.

En 1977 se adoptaron dos Protocolos Adicionales y el tercero se añadió en 2005, completando y actualizando las Convenciones de Ginebra:
- Protocolo I (1977) relativo a la protección de las víctimas de los conflictos armados internacionales.
- Protocolo II (1977) relativo a la protección de las víctimas de los conflictos armados sin carácter internacional.
- Protocolo III (2005) relativo a la adopción de un signo distintivo adicional.

### Juicios de Leipzig
Justo después de la Primera Guerra Mundial, los gobiernos del mundo empezaron a intentar crear un código sistemático para definir los crímenes de guerra. Su primer esbozo de ley fueron las Instrucciones para el Gobierno de los Ejércitos de los Estados Unidos en el Campo, también conocido como el Código Lieber. Un pequeño número de militares alemanes de la Primera Guerra Mundial fueron juzgados en 1921 por el Tribunal Supremo alemán por supuestos crímenes de guerra.

### Carta de Londres y Juicios de Núremberg de 1945
El concepto moderno de crimen de guerra se desarrolló bajo los auspicios de los Juicios de Núremberg basado en la definición de la Carta de Londres que se publicó el 8 de agosto de 1945. (Véase también Principios de Núremberg.) Junto con los crímenes de guerra, la Carta también definía los crímenes contra la paz y los crímenes contra la humanidad, que a menudo se cometen durante las guerras y en concierto con los crímenes de guerra.

### Tribunal Militar Internacional para el Lejano Oriente 1946
También conocido como el Juicio de Tokio, el Tribunal de Crímenes de Guerra de Tokio o simplemente como el Tribunal, fue convocado el 3 de mayo de 1946 para juzgar a los líderes del Imperio de Japón por tres tipos de crímenes: la clase A para crímenes contra la paz, la clase B para crímenes de guerra y la clase C para crímenes contra la humanidad, cometidos durante la Segunda Guerra Mundial.

### Corte Penal Internacional de 2002

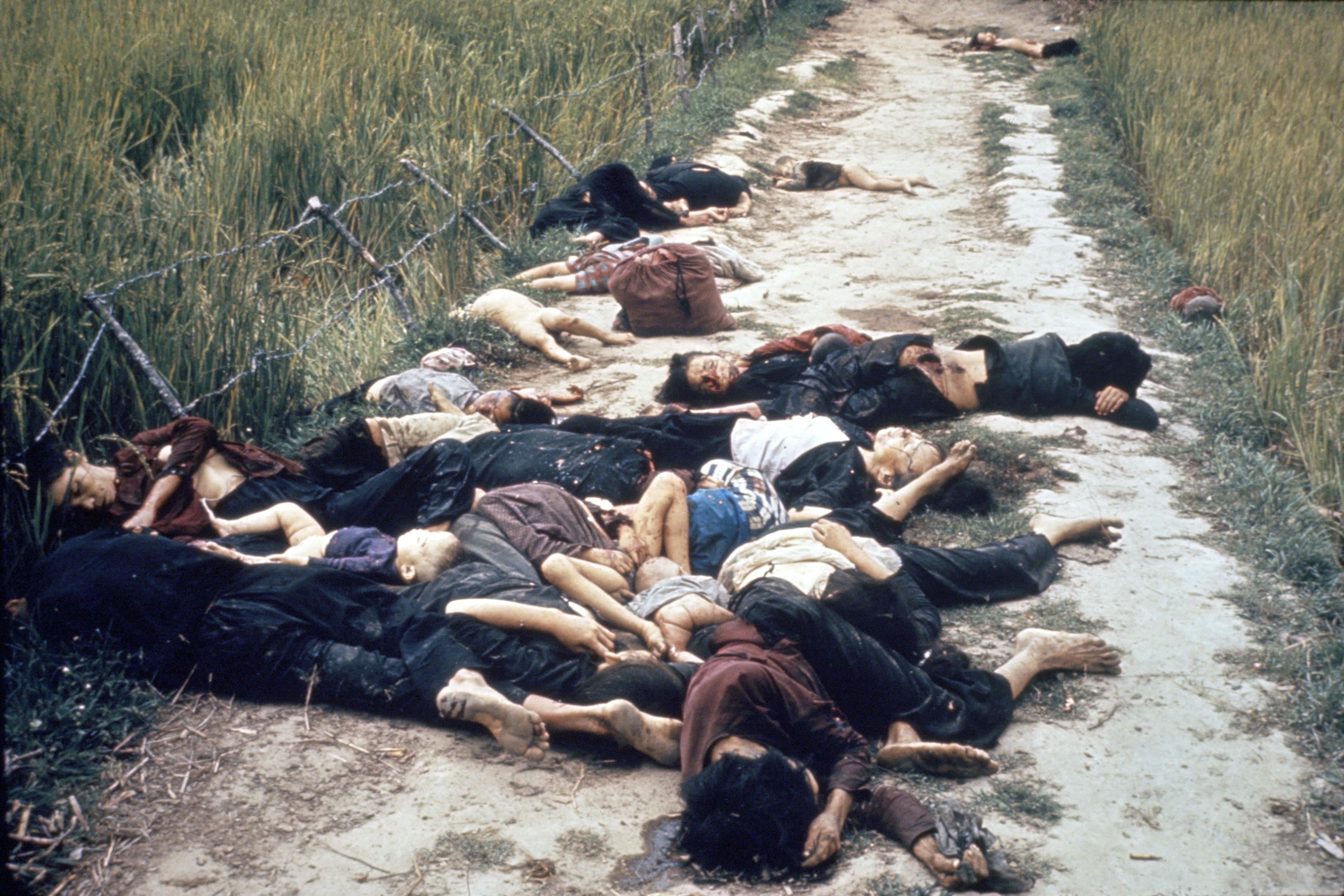
Cuerpos de algunos de los cientos de aldeanos vietnamitas que fueron asesinados por soldados estadounidenses durante la M¡masacre de My Lai.

El 1 de julio de 2002, la Corte Penal Internacional, un tribunal basado en un tratado con sede en La Haya, entró en funcionamiento para el enjuiciamiento de los crímenes de guerra cometidos a partir de esa fecha. Varios países, sobre todo, Estados Unidos, China, Rusia e Israel, han criticado al tribunal. Estados Unidos sigue participando como observador. El artículo 12 del Estatuto de Roma establece la jurisdicción sobre los ciudadanos de los Estados no contratantes si son acusados de cometer crímenes en el territorio de uno de los Estados parte.
Los crímenes de guerra se definen en el estatuto que estableció la Corte Penal Internacional, que incluye:
1. Las violaciones graves de los Convenciones de Ginebra, tales como:
  1. Matanza deliberada, o causar grandes sufrimientos o graves daños al cuerpo o a la salud
  2. Tortura o trato inhumano
  3. Destrucción o apropiación ilegal y gratuita de bienes
  4. Obligar a un prisionero de guerra a servir en las fuerzas de una potencia hostil
  5. Privar a un prisionero de guerra de un juicio justo
  6. Deportar, confinar o trasladar ilegalmente a la población
  7. Tomar rehenes
  8. Dirigir ataques contra civilesMasacre de Bodo League durante la Guerra de Corea en 1950.

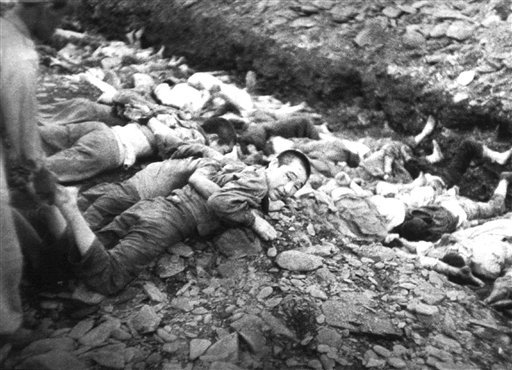
Masacre de Bodo League durante la Guerra de Corea en 1950.

  9. Dirigir los ataques contra los trabajadores humanitarios o el personal de mantenimiento de la paz de la ONU
  10. Matar a un combatiente rendido
  11. Usar indebidamente una bandera de tregua
  12. Asentamiento de un territorio ocupado
  13. Deportación de los habitantes del territorio ocupado
  14. Uso de armas venenosas
  15. Utilización de civiles como escudos
  16. Usar niños soldados
  17. Disparar contra un médico de combate con insignias claras.
2. Los siguientes actos como parte de un conflicto no internacional:
  1. Asesinato, trato cruel o degradante y tortura
  2. Dirigir ataques contra civiles, trabajadores humanitarios o personal de mantenimiento de la paz de la ONU
3. Los siguientes actos como parte de un conflicto internacional
  1. Toma de rehenes
  2. Ejecución sumaria
  3. Pillaje
  4. Violación, esclavitud sexual, prostitución forzada o embarazo forzado

Sin embargo, el tribunal solo tiene jurisdicción sobre estos crímenes cuando son «parte de un plan o política o como parte de una comisión a gran escala de tales crímenes».

## Legalidad de las bajas civiles
Según el derecho de los conflictos armados (LOAC por sus siglas en inglés), la muerte de no combatientes no es necesariamente una violación; hay que tener en cuenta muchas cosas. Los civiles no pueden ser objeto de un ataque, pero la muerte o lesión de civiles mientras se lleva a cabo un ataque a un objetivo militar se rige por principios como el de proporcionalidad y el de necesidad militar y puede ser permisible. La necesidad militar «permite la destrucción de la vida de ... personas cuya destrucción es incidentalmente inevitable por los conflictos armados de la guerra; ... no permite la matanza de habitantes inocentes con fines de venganza o la satisfacción de un deseo de matar. La destrucción de la propiedad para ser lícita debe ser exigida imperativamente por las necesidades de la guerra».
Por ejemplo, la realización de una operación sobre un depósito de municiones o un campo de entrenamiento terrorista no estaría prohibida porque un agricultor esté arando un campo en la zona; el agricultor no es el objeto del ataque y las operaciones se ceñirían a la proporcionalidad y la necesidad militar. En cambio, sería necesaria una ventaja militar extraordinaria para justificar una operación que entrañe riesgos de muerte o lesiones colaterales para miles de civiles. En los casos «más grises», la cuestión jurídica de si el daño incidental previsto es excesivo puede ser muy subjetiva. Por esta razón, los Estados han optado por aplicar un criterio «claramente excesivo» para determinar si se ha producido una violación penal.
Cuando no existe una justificación para la acción militar, como por ejemplo que los civiles sean el objeto del ataque, no es necesario un análisis de proporcionalidad para concluir que el ataque es ilegal.

### Tribunal Penal Internacional para la antigua Yugoslavia
En el caso de los ataques aéreos, los pilotos generalmente tienen que confiar en la información suministrada por fuentes externas (cuarteles generales, tropas de tierra) de que una posición específica es de hecho un objetivo militar. En el caso de la antigua Yugoslavia, los pilotos de la OTAN alcanzaron un objeto civil (el bombardeo de Estados Unidos a la embajada china en Belgrado) que no tenía importancia militar, pero los pilotos no tenían idea de determinarlo aparte de sus órdenes. La comisión dictaminó que «no se debe asignar a la tripulación aérea implicada en el ataque ninguna responsabilidad por el hecho de que se les diera el objetivo equivocado y que es inapropiado intentar asignar la responsabilidad penal del incidente a los altos mandos por el hecho de que se les proporcionara información errónea por parte de funcionarios de otra agencia». El informe también señala que «gran parte del material presentado a la Fiscalía consistía en informes de que los civiles habían sido asesinados, a menudo invitando a la conclusión de que, por lo tanto, se habían cometido crímenes. Las bajas colaterales a civiles y los daños colaterales a objetos civiles pueden producirse por una variedad de razones».

### Regla de Rendulic
La regla de Rendulic es un estándar por el que se juzga a los comandantes. El general Lothar Rendulic fue acusado de ordenar la destrucción extensiva de edificios y tierras civiles mientras se retiraba de un presunto ataque enemigo en lo que se denomina «política de tierra quemada» con el propósito militar de negar el uso del suelo al enemigo. Las tropas alemanas que se retiraban de la Laponia finlandesa creían que Finlandia sería ocupada por las tropas soviéticas y destruyeron muchos asentamientos mientras se retiraban a Noruega bajo el mando de Rendulic. Éste sobreestimó el riesgo percibido pero argumentó que la Cuarta Convención de La Haya autorizaba la destrucción porque era necesaria para la guerra. Fue absuelto de esa acusación.
Según la regla de Rendulic, las personas deben evaluar la necesidad militar de una acción basándose en la información de la que disponen en ese momento; no pueden ser juzgadas basándose en información que salga a la luz posteriormente.